# Idaea flamingo
Idaea flamingo là một loài bướm đêm trong họ Geometridae.